# Hermippus
Hermippus es un género de arañas cazadoras de hormigas del orden Araneae. Fue descrito por Eugène Simon en 1893.

## Especies
- Hermippus affinis Strand, 1906
- Hermippus arcus Jocqué, 1989
- Hermippus arjuna (Gravely, 1921)
- Hermippus cruciatus Simon, 1905
- Hermippus gavi Sankaran et al., 2014
- Hermippus globosus Sankaran et al., 2014
- Hermippus inflexus Sankaran et al., 2014
- Hermippus loricatus Simon, 1893
- Hermippus minutus Jocqué, 1986
- Hermippus schoutedeni Lessert, 1938
- Hermippus septemguttatus Lawrence, 1942
- Hermippus tenebrosus Jocqué, 1986